# Sredgora
Srédgora je opuščeno naselje v Kočevskem Rogu v Sloveniji.